# آکاسیای ارغوانی
آکاکیا ارغوانی (نام علمی: Acacia purpurea) نام یک گونه از سرده آکاسیا است.